# Dave Alexander (The Stooges)
David Michael Alexander (3 de junio de 1947 – 10 de febrero de 1975) fue un músico estadounidense, bajista original de la banda de protopunk, The Stooges.

## Biografía
Tras mudarse con su familia a la localidad de Ann Arbor desde Whitmore Lake, Michigan, Alexander asistió a la misma escuela secundaria que los hermanos Ron y Scott Asheton. En 1965 vendió su motocicleta para viajar a Inglaterra a ver a The Who y a "intentar encontrar a  The Beatles".
Alexander y los hermanos Asheton conocieron a Iggy Pop y fundaron The Stooges en 1967. Aunque Alexander era un completo novato con su instrumento, pronto aprendió a manejarlo e incluso participó en los arreglos y la composición de los dos primeros discos de la banda, The Stooges y Fun House, tocando el bajo en todas las canciones. Aparece acreditado, y así lo confirmó Ron Asheton como compositor de los temas "We Will Fall", "Little Doll" (en el álbum The Stooges), "Dirt" y "1970" (en el álbum Fun House).
Alexander fue despedido de la banda en agosto de 1970 tras aparecer en el concierto Goose Lake International Music Festival completamente ebrio e incapaz de tocar.

## Muerte
Alexander falleció a consecuencia de un edema pulmonar en 1975 a la edad de 27 años, pasando a formar parte del conocido Club de los 27.